# Nikolaï Tourtchaninov
Pour les articles homonymes, voir Tourtchaninov.
Nikolaï Stepanovitch Tourtchaninov (en russe : Никола́й Степа́нович Турчани́нов), né en 1796 à Nikitovka, gouvernement de Voronej, Empire russe et mort en 1863 à Kharkov, est un botaniste russe qui, le premier, a identifié plusieurs genres et de nombreuses espèces de plantes. Plusieurs espèces portent son nom, comme, Connarus turczaninowii, Hydrocotyle turczaninowii et Sisymbrium turczaninowii.

## Biographie
En 1814, Tourtchaninov obtient son diplôme de l'université de Kharkov et travaille comme fonctionnaire à Saint-Pétersbourg, où il publie sa première liste de botanique en 1825. En 1828, il est affecté à Irkoutsk, en Sibérie. Cela lui permet d'herboriser, sur la demande de Friedrich Ernst Ludwig von Fischer, dans la région du lac Baïkal, de l'Amour et de l'Angara. Il se fait accompagner par des décembristes qui vont collaborer à ses recherches : Iosif Poggio, Sergueï Volkonski, Fiodor Petrovitch Chakhovskoï et Andreï et Piotr Borissov, mais il ne pourra évidemment jamais les nommer dans ses écrits. 
Tourtchaninov ouvre par la suite un herbarium à Taganrog au bord de la mer d'Azov. Après une chute qui le laisse handicapé, il fait collecter des plantes par d'autres et passe son temps à la classification, l'étude et l'écriture.

## Prix
- Prix de l'Académie des sciences de Saint-Pétersbourg (1857)

## Publications
- (la) Papilionaceae: podalyrieae et loteae australasicae non-nullae, hucusque non descriptae in Bull. Soc. Imp. Nat. Mosc., 1853, t. II, Moscou